# Anthony Fallah Borwah
Anthony Fallah Borwah (Wodu, 3 ottobre 1966) è un vescovo cattolico liberiano, dal 21 marzo 2011 vescovo di Gbarnga.

## Biografia
Anthony Fallah Borwah è nato a Wodu il 3 ottobre 1966.

### Formazione e ministero sacerdotale
Terminate le scuole secondarie, nel 1987 è entrato nel seminario "San Kizito" di Kenema dove ha svolto il corso di propedeutica. Ha poi completato gli studi di filosofia prima al St. Paul College Seminary di Gbarnga, in Liberia, e poi a Makeni, in Sierra Leone, dove nel 1994 ha ottenuto il baccalaureato. Ha compiuto gli studi di teologia presso il seminario regionale "San Pietro" di Cape Coast, in Ghana, dal 1995 al 1996.
Il 15 settembre 1996 è stato ordinato presbitero per l'arcidiocesi di Monrovia nella cattedrale arcidiocesana. In seguito è stato vicario parrocchiale della parrocchia della cattedrale del Sacro Cuore a Monrovia dal 1996 al 1997 e della parrocchia di San Pietro Claver a Buchanan dal 1997 al 1998. Nel 1998 è stato inviato a Roma per studi. Nel 2001 ha conseguito la licenza in comunicazioni sociali presso la Pontificia Università della Santa Croce. Tornato in patria è stato parroco della cattedrale del Sacro Cuore a Monrovia dal 2001 al 2005; direttore dell'Archidiocesan Catholic Media Center di Monrovia dal 2001; portavoce della Conferenza dei vescovi cattolici della Liberia dal 2002; docente di filosofia presso l'Università di Liberia dal 2004; parroco della parrocchia di Sant'Antonio a Gardnersville, Monrovia, dal 2005 al 2009 e amministratore parrocchiale della cattedrale del Sacro Cuore a Monrovia dal 2009.

### Ministero episcopale
Il 21 marzo 2011 papa Benedetto XVI lo ha nominato vescovo di Gbarnga. Ha ricevuto l'ordinazione episcopale l'11 giugno successivo dall'arcivescovo metropolita di Monrovia Lewis J. Zeigler, co-consacranti l'arcivescovo George Antonysamy, nunzio apostolico in Guinea, Liberia, Gambia e Sierra Leone, e il vescovo di Capo Palmas Andrew Jagaye Karnley.
Nel giugno del 2018 ha compiuto la visita ad limina.
Dal 2017 è presidente della Conferenza dei vescovi cattolici della Liberia.

## Genealogia episcopale
La genealogia episcopale è:
- Cardinale Scipione Rebiba
- Cardinale Giulio Antonio Santori
- Cardinale Girolamo Bernerio, O.P.
- Arcivescovo Galeazzo Sanvitale
- Cardinale Ludovico Ludovisi
- Cardinale Luigi Caetani
- Cardinale Ulderico Carpegna
- Cardinale Paluzzo Paluzzi Altieri degli Albertoni
- Papa Benedetto XIII
- Papa Benedetto XIV
- Papa Clemente XIII
- Cardinale Bernardino Giraud
- Cardinale Alessandro Mattei
- Cardinale Pietro Francesco Galleffi
- Cardinale Filippo de Angelis
- Cardinale Amilcare Malagola
- Cardinale Giovanni Tacci Porcelli
- Papa Giovanni XXIII
- Arcivescovo Francis Carroll, S.M.A.
- Arcivescovo Michael Kpakala Francis
- Arcivescovo Lewis J. Zeigler
- Vescovo Anthony Fallah Borwah